# Битва при Каррах
Битва при Каррах — одна з найбільших поразок в історії Стародавнього Риму, якої зазнав 40-тисячний корпус на чолі з Крассом від парфян під керівництвом Сурени в околицях міста Карри. Битва відбулась у травні 53 до н. е. й завершилась загибеллю Красса.

## Історія
Римські сили налічували 7 легіонів та по 4 000 кінноти та легкої піхоти, парфян — 10 000 кінних лучників та 1 000 катафрактаріїв з особистої царської дружини. Загрозою атак та обстрілом з усіх боків, в основному з флангів, парфяни змусили римлян спочатку вишикуватись у каре. Контратака була організована сином Красса, Публієм на чолі 8 когорт, 3 000 вершників і 500 піших лучників. Однак його загін через фальшивий відступ парфян відірвався від основних сил та був розгромлений лобовою атакою й одночасним охопленням з флангів. Вершиники Публія були розбиті, поки решта парфянської армії сковувала піхоту його загону, після чого її було, зрештою, атаковано списоносцями. Голова Публія була надіслана царю Ороду II.
Піхота самого Красса була вкрай обмежена обстрілами з луків. Стрілянина була неточною, проте дуже ефективною, оскільки велась у щільну масу. Зрештою було поранено 4 000 осіб за невідомої кількості загиблих. Тим не менше парфянські катафрактарії не відіграли при Каррах значної ролі — у 52 до н. е. та 38 до н. е. також було виявлено слабкість парфянської важкої кінноти в ближньому бою проти римської важкої піхоти. Втім у поразці римлян також відіграв свою роль і кліматичний фактор — армію Красса складали в основному італіки, а влітку спека в Межиріччі сягала 38 градусів. На марші з вантажем понад 50 кг за нестачі води воїни швидко виснажувались.
У 19 Октавіан Август дипломатичним шляхом повернув втрачених у битві Орлів розбитих легіонів. Із 43 000 римлян, які брали участь у битві, половина загинула, чверть утекла і ще чверть потрапила у полон та була переселена до Маргіани. Відповідно до однієї з легенд, самого Красса парфяни жорстоко стратили, заливши йому в горлянку розплавлене золото.